# Neoimpressionismo

Uma Tarde de Domingo na Ilha de Grande Jatte, Seurat, 1884

Neoimpressionismo é um termo criado pelo crítico de arte francês Félix Féneon (1861-1944) em 1886 ao ver a obra Uma Tarde de Domingo na Ilha de Grande Jatte, de Georges Seurat, considerado líder do período, em uma exposição da Société des Artistes Indépendants (Salon des Indépendants) em Paris. A França passava por um período de avanços tecnológicos e os pintores estavam buscando novos métodos. Os seguidores do neoimpressionismo, em particular, foram atraídos para cenas urbanas modernas, bem como paisagens e praias. A interpretação baseada na ciência de linhas e cores influenciou a caracterização de sua arte. As técnicas pontilhistas e divisionistas são muitas vezes mencionadas ao se falar neste movimento, pois eram as técnicas dominantes em seu início.

## Princípios estéticos: luz e cor
O neoimpressionismo surgiu como uma tentativa de evolução e superação da pintura impressionista. Seurat e seus seguidores queriam refinar o modo intuitivo e espontâneo de pintar dos impressionistas. Para isso, o artista recorreu aos estudos de cor e óptica que haviam sido publicados na época. Os neoimpressionistas utilizavam de pontos e blocos de cor a fim de criar no olhar do espectador a composição da obra. Era também objetivo dos neoimpressionistas resgatar o status da pintura na virada do século, pois ela havia sido inferiorizada com outras técnicas, principalmente com a chegada da fotografia.

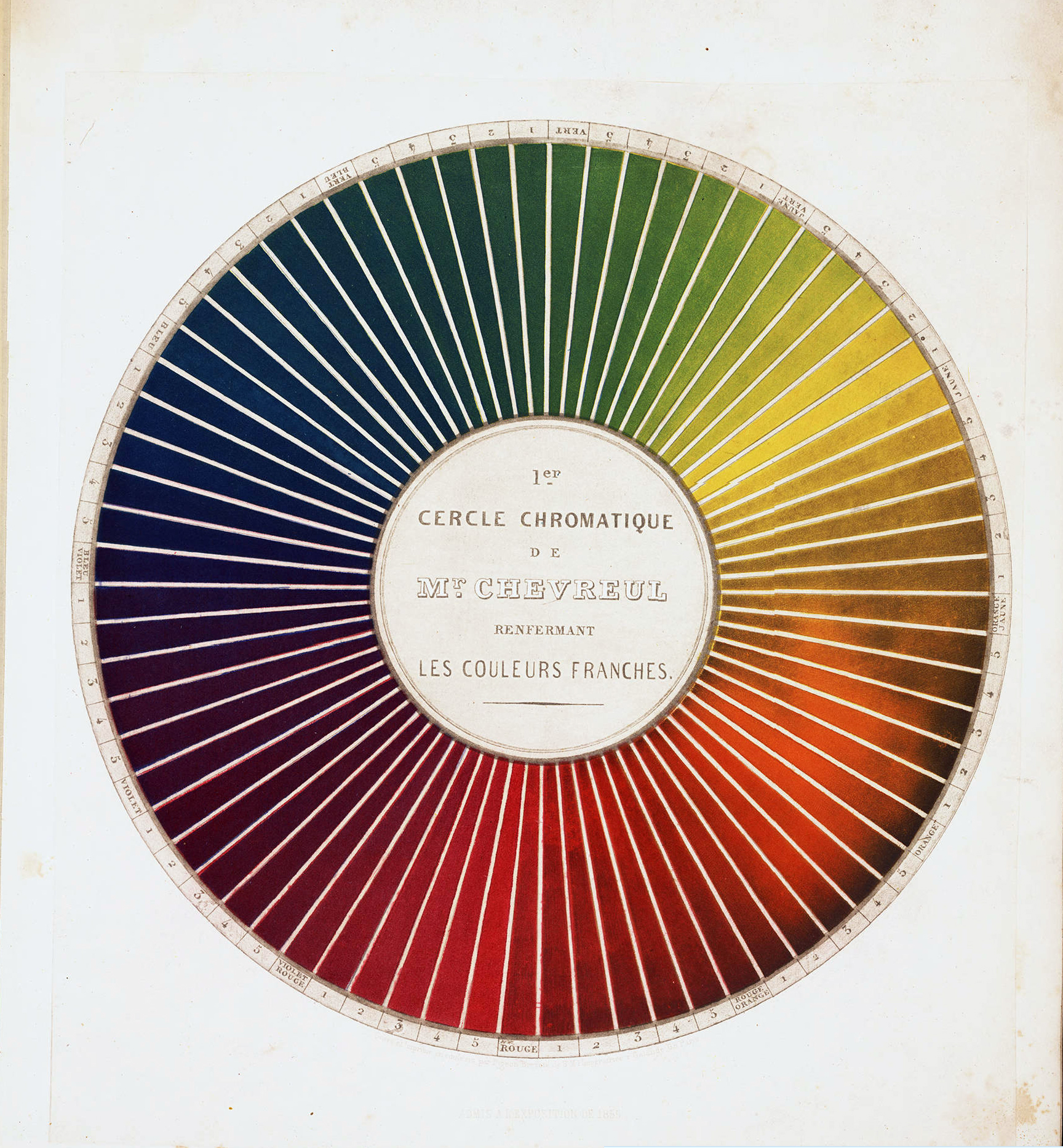
Círculo cromático de Chevreul

O desenvolvimento da teoria da cor por Michel Eugène Chevreul e outros no final do século 19 desempenhou um papel fundamental na formação do estilo neoimpressionista. O livro de Ogden Rood, Modern Chromatics, reconheceu os diferentes comportamentos exibidos por luzes coloridas e pigmentos coloridos. Enquanto a mistura do primeiro criava uma cor branca ou cinza, a última produzia uma cor escura e turva. Como pintores, os neoimpressionistas tiveram que lidar com pigmentos coloridos, para evitar a tontura, eles inventaram um sistema de justaposição de cor pura. Assim, a mistura de cores não era necessária. A utilização efetiva do pontilhismo facilitou a obtenção de um efeito luminoso distinto e, à distância, os pontos se juntaram como um todo mostrando o máximo brilho e conformidade com as condições reais da luz.

### Teoria da Cor de Chevreul
Michel Eugène Chevreul era um químico francês e diretor da fábrica histórica de tapeçaria francesa Manufatura dos Gobelins. Responsável pela preparação do tingimento das peças, Chevreul ficou intrigado com o fato de não conseguir alcançar o efeito que gostaria nas peças e, após muita observação, percebeu que a questão não estava relacionada aos pigmentos que eram usados, mas sim a forma como os fios de cores diferentes eram entrelaçados. O objetivo de seu sistema foi "estabelecer a lei do “contraste simultâneo”. Provavelmente foi Aristóteles (384 A.C. – 322 A.C.) quem primeiro formulou um questionamento que só foi respondido por Chevreul no Séc. XIX, sobre o entrelaçamento dos fios. A aparência das cores é profundamente afetada pela justaposição de uma cor com a outra (a cor púrpura parece diferente sobre o branco e sobre o preto) e, também, sob diferentes iluminações. Esta é a formulação do problema que hoje chamamos de metamerismo, pelo qual a cor muda conforme a fonte luminosa. Também, Leonardo da Vinci percebeu este fenômeno."
Com isso, Chevreul criou um círculo cromático com 72 cores e 5 zonas com 20 segmentos que retratam os efeitos de diferentes níveis de brilho.
As descobertas de Chevreul foram importantes para que o grupo dos neoimpressionistas pudesse avançar em suas pesquisas pictóricas e realizarem as técnicas do pontilhismo e do divisionismo.

## Origens do termo
Há uma série de alternativas ao termo "neoimpressionismo" e cada um tem sua própria nuance: o cromoluminarismo era o termo preferido por Georges Seurat. O termo enfatiza os estudos de cor e luz que foram fundamentais para o seu estilo artístico. No entanto, o termo raramente é usado hoje. O divisionismo é mais comumente usado para descrever um modo de pintura neoimpressionista. Refere-se ao método de aplicação de traços individuais de cores complementares e contrastantes. Ao contrário de outras designações desta era, o termo "neoimpressionismo" não foi dado como uma crítica ao movimento. Em vez disso, abraça os ideais de Seurat e seus seguidores em sua abordagem à arte. 
O Pontilhismo apenas descreve uma técnica posterior baseada no divisionismo em que são aplicados pontos de cor em vez de blocos de cores.

## Evolução
O auge do movimento neoimpressionista durou cerca de cinco anos(1886-1891), mas não terminou com a morte de Georges Seurat em 1891. O impressionismo continuou a evoluir e se expandiu na próxima década com características ainda mais distintivas. A incorporação de idéias políticas e sociais, especialmente o anarquismo, começou a mostrar proeminência. Após a morte de Seurat pela difteria e o amigo de Albert Dubois-Pillet pela varíola no ano anterior, os neoimpressionistas começaram a mudar e fortalecer sua imagem através de alianças sociais e políticas. Eles se relacionaram ao movimento anarcocomunista e, através disso, muitos artistas mais jovens foram atraídos por essa "combinação de teoria social e artística". 
Na década de 1890, Signac voltou à sua crença anterior na harmonia visual do estilo neoimpressionista e a crença de que significava seus ideais. Ele também enfatizou que os neoimpressionistas não estavam buscando o realismo. Eles não queriam imitar, mas sim "a vontade de criar o belo ... Nós somos falsos, falsos como Corot, como Carrière, falso, falso! Mas também temos o nosso ideal - ao qual é necessário sacrificar tudo" .Este retorno a um estilo anterior era alienante e causou fissuras e tensões dentro da comunidade de neoimpressionistas.

## Crítica
No início do movimento, o neoimpressionismo não foi bem recebido pelo mundo da arte e pelo público em geral. Em 1886, a primeira exibição de Seurat de sua obra agora mais famosa, Uma Tarde de Domingo na Ilha de La Grande Jatte, inspirou torrentes de críticas negativas. A comoção evocada por esta obra de arte só pode ser descrita com palavras como "confusão" e "escândalo". 
O uso de pequenos segmentos de cores por parte dos neoimpressionistas para compor uma imagem inteira foi considerado ainda mais controverso do que o movimento anterior. O impressionismo tinha sido notório por sua representação espontânea de momentos fugazes e rápidos nas pinceladas. O neoimpressionismo provocou respostas semelhantes por razões opostas. A regularidade meticulosamente calculada de pinceladas foi considerada demasiado mecânica e antitética às noções comumente aceitas de processos criativos estabelecidos para o século XIX.

De acordo com fontes modernas, grande parte da crítica dos neoimpressionistas na época é apenas fora de foco. Em dezembro de 1894, o jornal socialista independente La Petite République apresentou uma coluna da primeira página do crítico Adolphe Tabarant. Ele observou a nova galeria cooperativa neoimpressionista na Rue Laffitte, focada em Luce e Signac, também conhecidos como os jovens mestres: 
"A arte tem, talvez, uma tendência para uma síntese mal-humorada, em direção a uma observação científica que é muito seca. Mas como ele vibra, e como ele soa com a verdade! Que despesa de colorir, que profusão de noções agitadas, em que se sente as paixões nobres e sinceras dos jovens que, depois de lamentar Seurat, se esforçam para capturar todos os segredos da luz do sol! " 
Os neoimpressionistas foram apoiados desde o início em 1884 pelo Journal des Artistes. Outros trabalhos também discutiram os futuros neoimpressionistas juntos, mostrando que se formaram como um grupo através da criação de um espaço de exibição democrático, não seu movimento ou estilo artístico. 
Após a virada do século, o crítico Félix Fénéon criticou o idealismo de Signac em seu trabalho posterior. Ele comparou o Signac com Claude e Poussin ao dizer que Claude Lorrain conhecia todos os detalhes do mundo real e que ele conseguia expressar o mundo contido pelo seu belo espírito. Ele relaciona Signac com um "herdeiro da tradição da paisagem que imaginava o reino da harmonia".

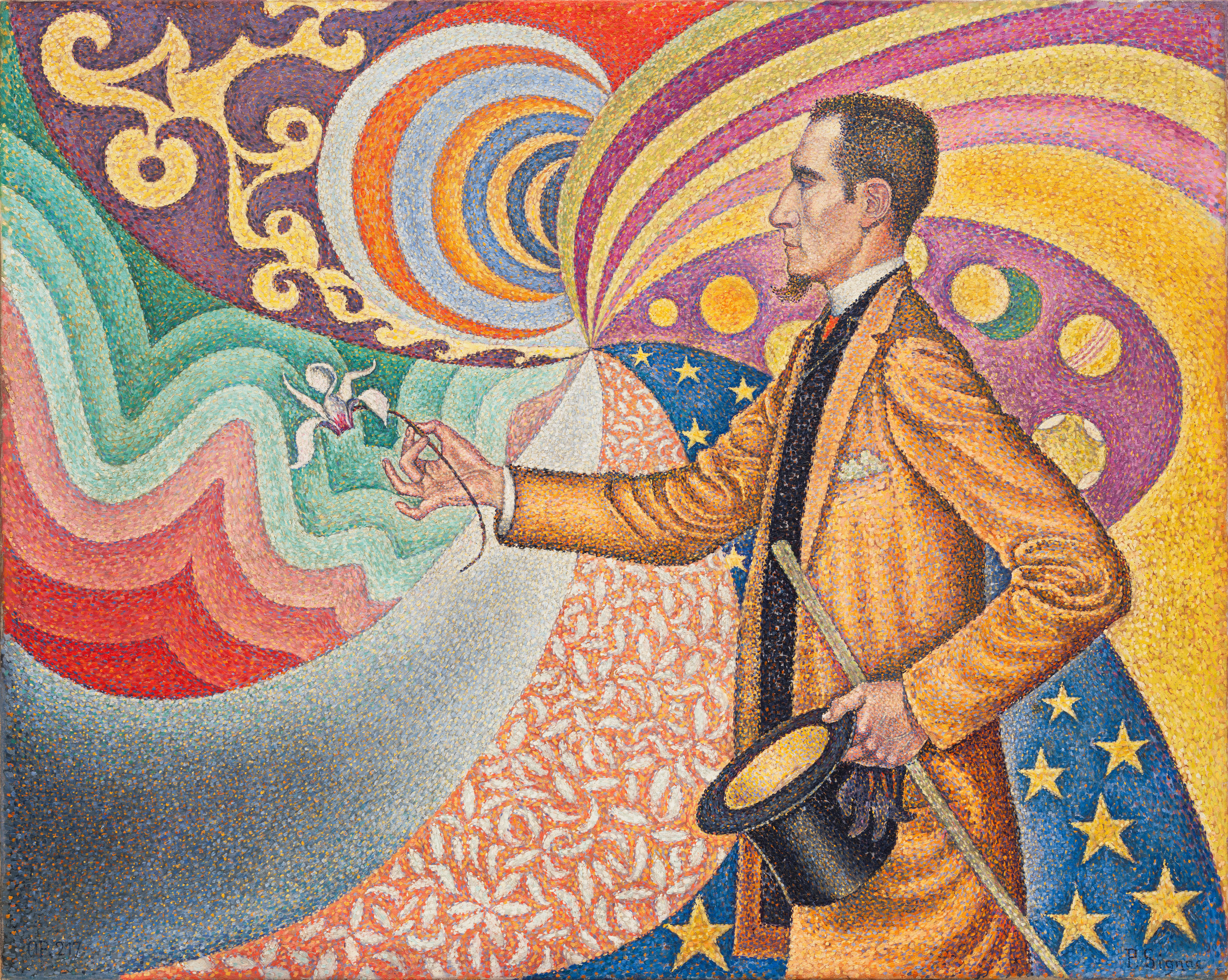
Paul Signac, 1890, Portrait of Félix Fénéon, óleo sobre tela, 73.7 x 92.5 cm, Museum of Modern Art, New York

## Principais artistas neoimpressionistas
- Georges Seurat (1859-1891)
- Paul Signac (1863-1935)
- Camille Pissarro (1830-1903)
- Albert Dubois-Pillet (1846-1890)
- Henri-Edmond Cross (1856-1910)
- Charles Angrand (1856-1926)
- Jan Toorop (1858-1928)
- Maximilien Luce (1858-1941)
- Leo Gausson (1860-1944)
- Theo Van Rysselberghe (1862-1926)
- Lucien Pissarro (1863-1944)
- Louis Hayet (1864-1940)
- Henri Matisse (1869-1954)
- Hippolyte Petitjean
- Felix Pissarro
- Antoine de la Rochefoucauld

## Pinturas neoimpressionistas

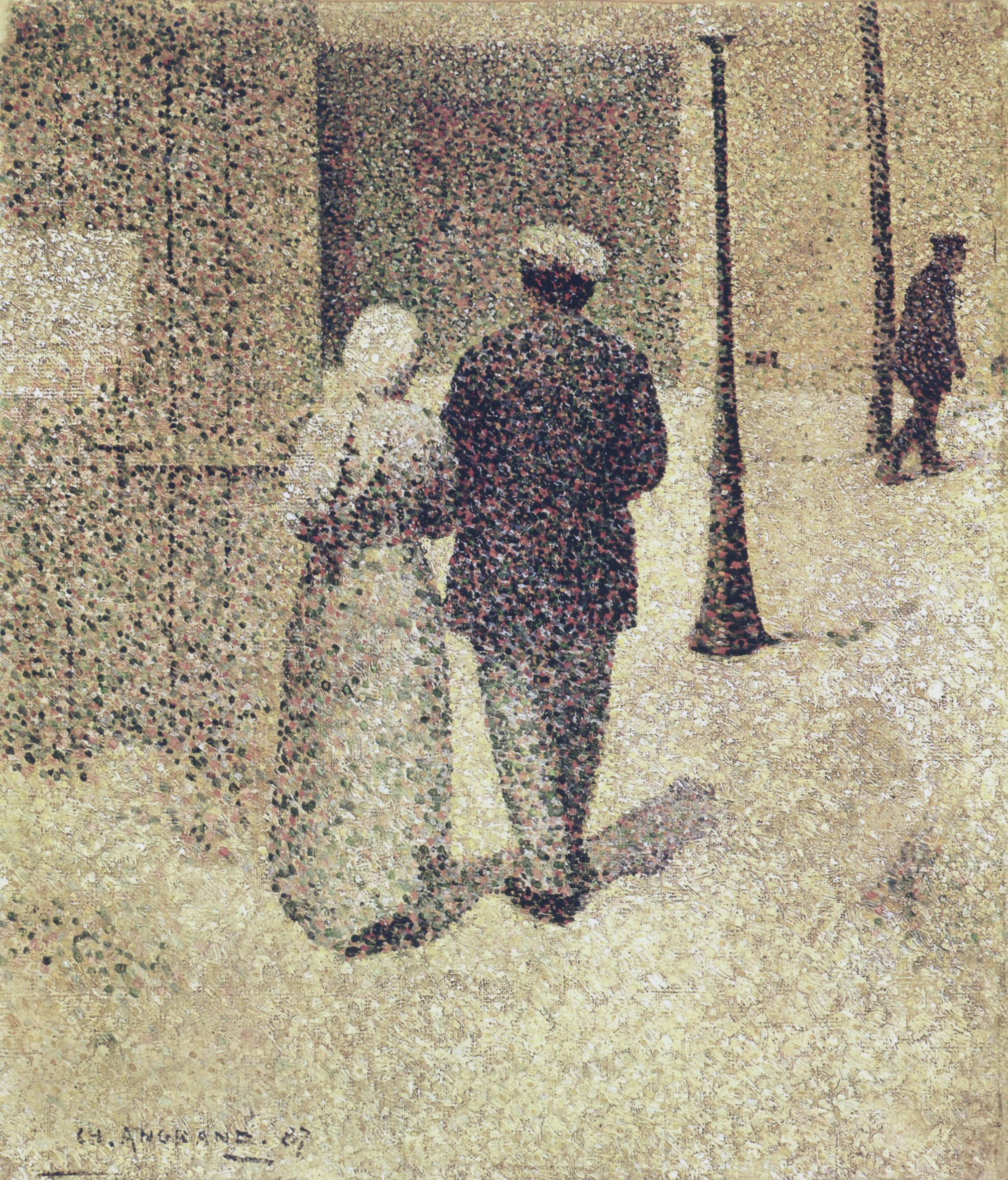
Charles Angrand, Couple dans la rue, 1887, óleo sobre tela, 38.5 x 33 cm, Museu de Orsay, Paris
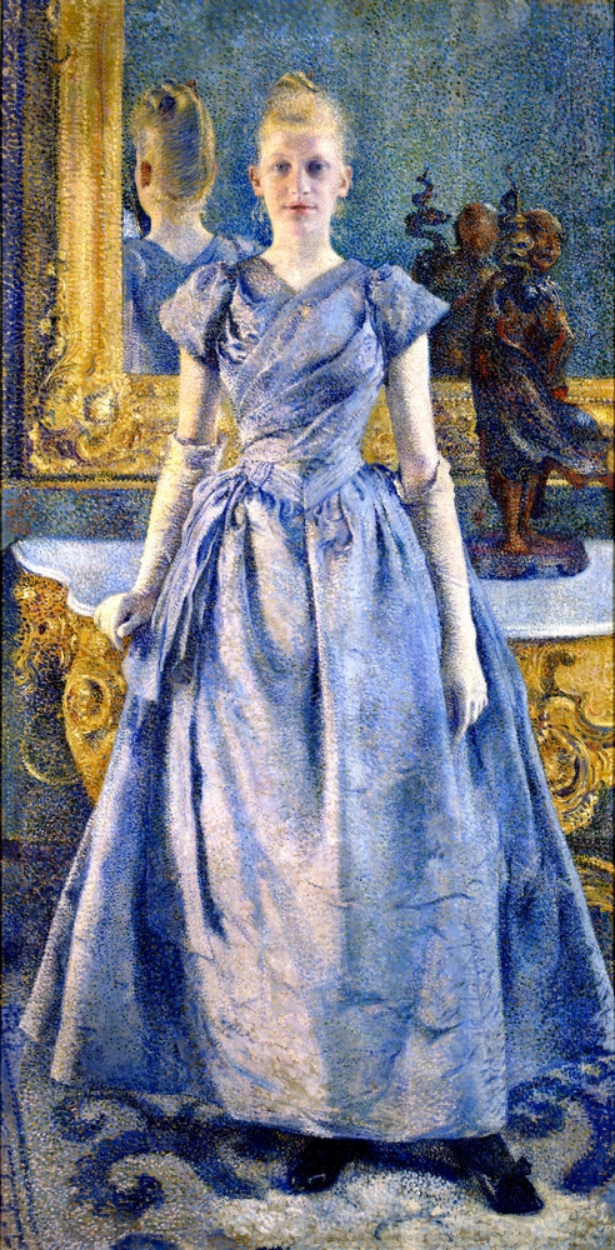
Théo van Rysselberghe, Portrait of Alice Sethe, 1888, Musée départemental Maurice Denis "The Priory", Saint-Germain-en-Laye
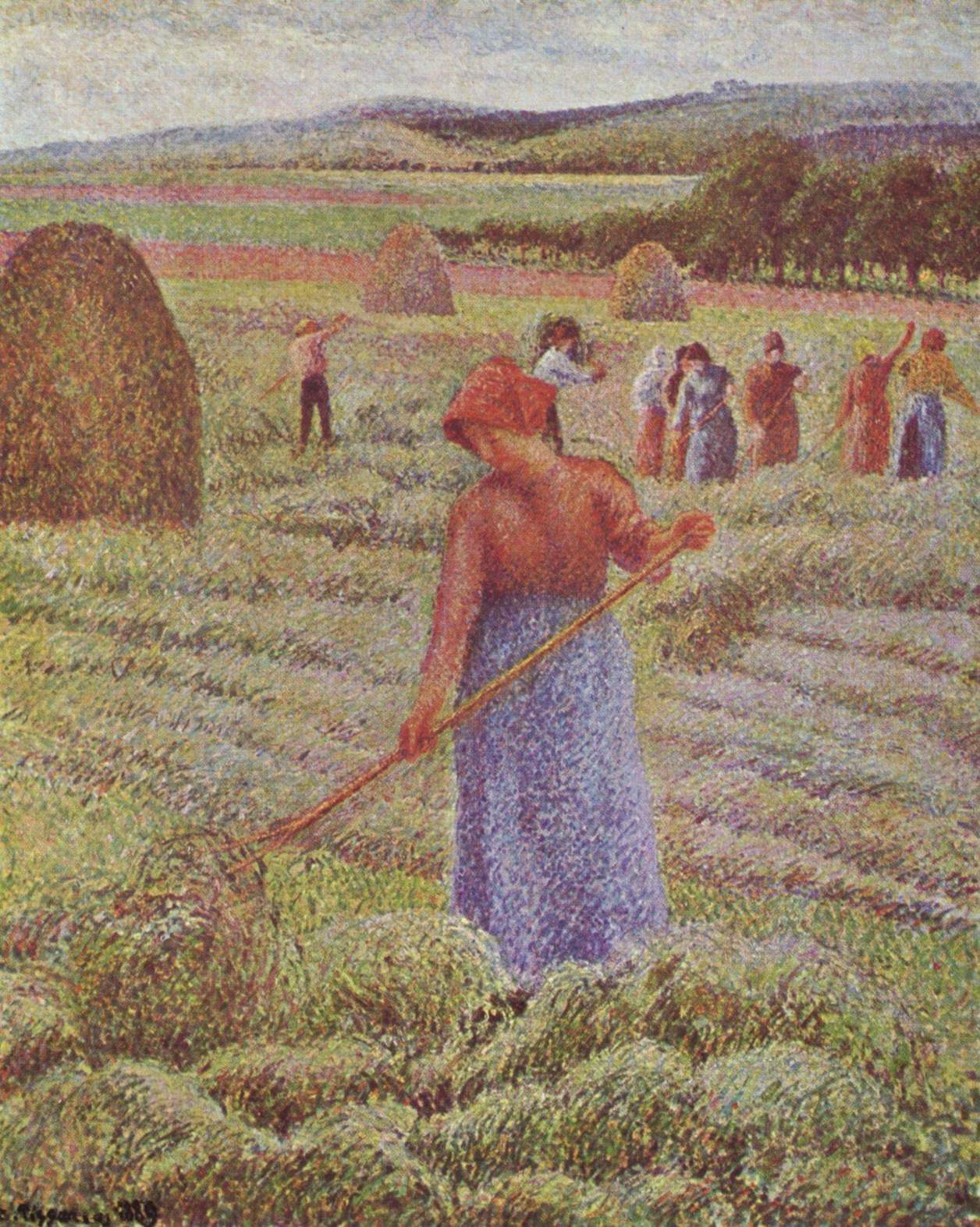
Camille Pissarro, Hay harvest at Eragny-sur-Epte, 1889, óleo sobre tela, 73 × 60 cm, colecção privada
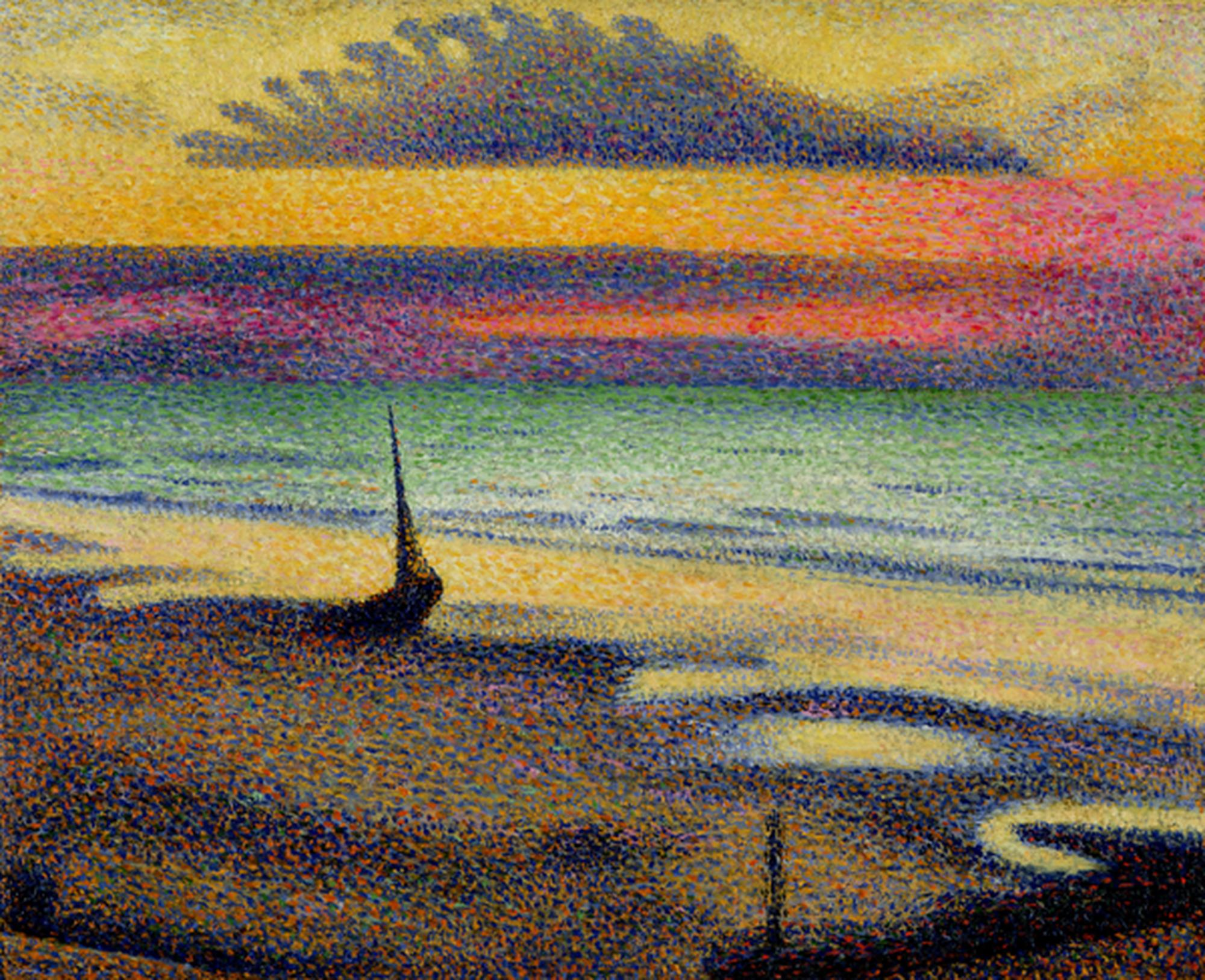
Georges Lemmen, The Beach at Heist), 1891, óleo sobre painel, 37.5 x 45.7 cm, Museu de Orsay, Paris
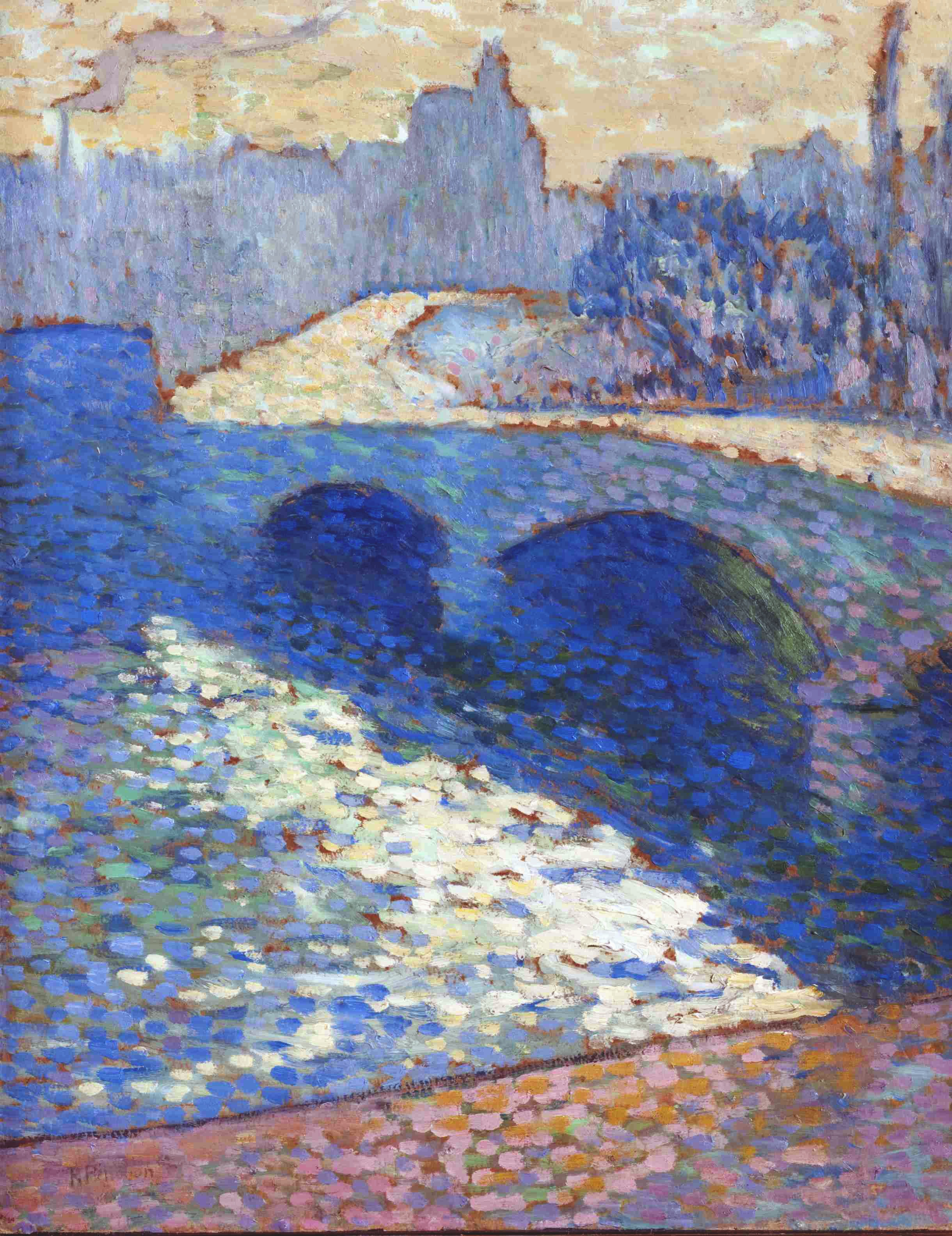
Robert Antoine Pinchon, La Seine à Rouen au crépuscule, 1905, oil on paperboard, 65 x 54 cm, private collection
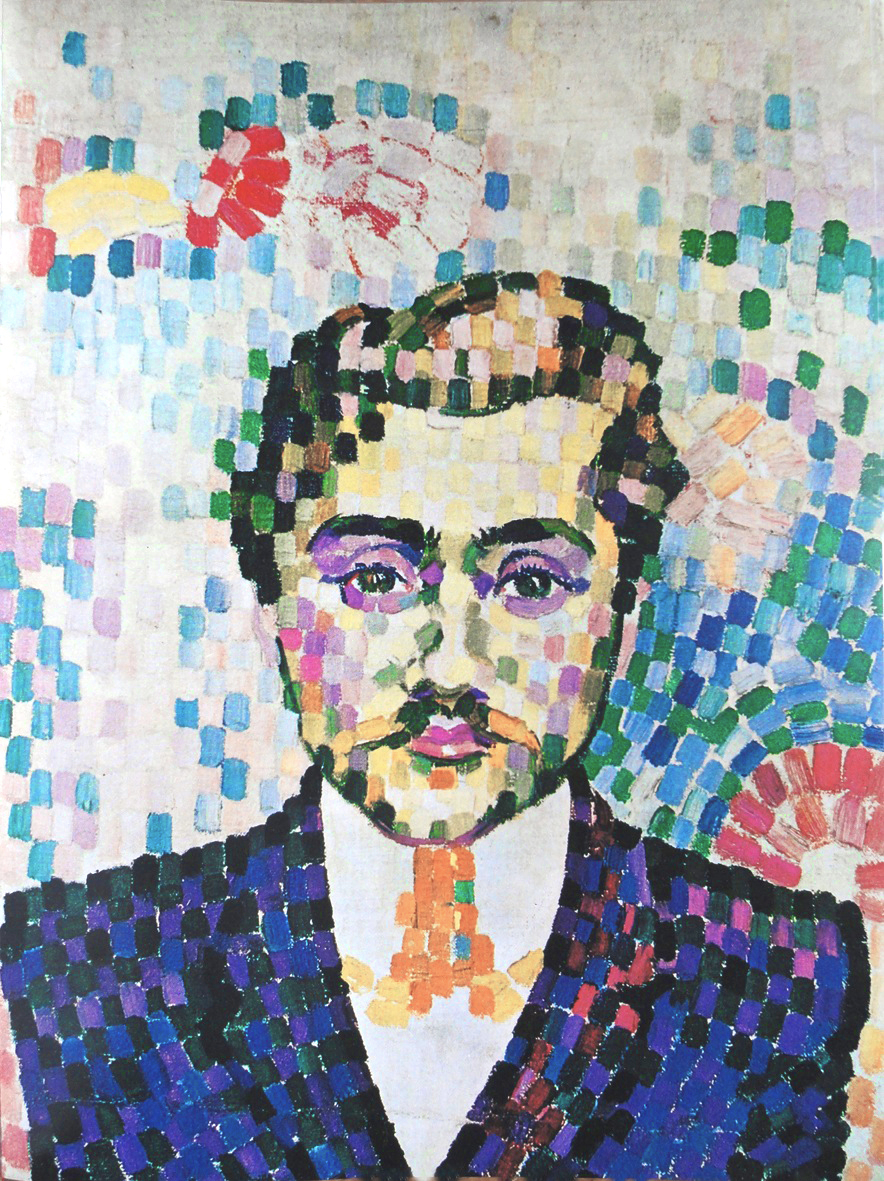
Robert Delaunay, Portrait de Metzinger, 1906, oil on canvas, 55 x 43 cm

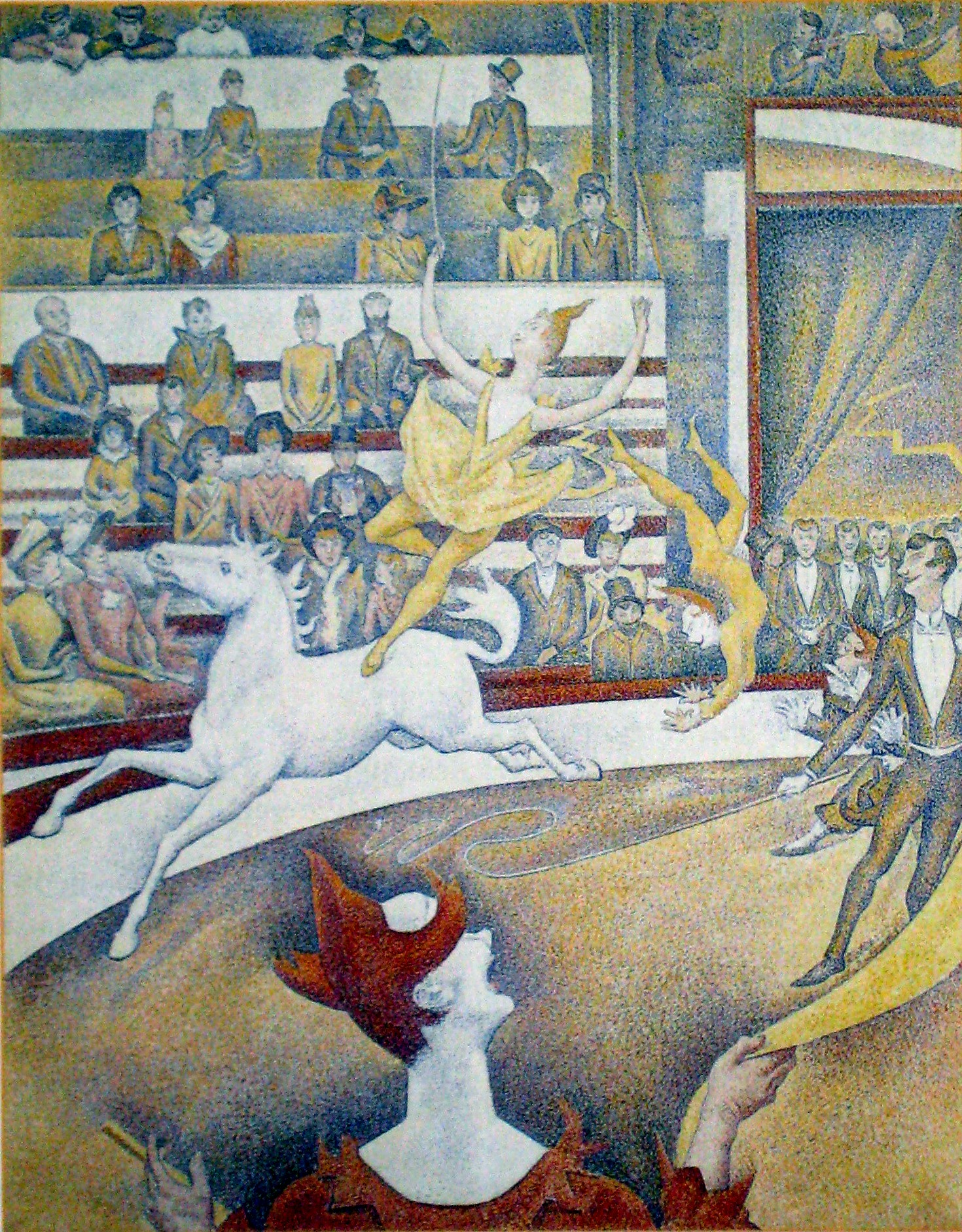
Georges Seurat, Le Cirque, 1891, óleo sobre tela, 185 x 152 cm, Musée d'Orsay, Paris

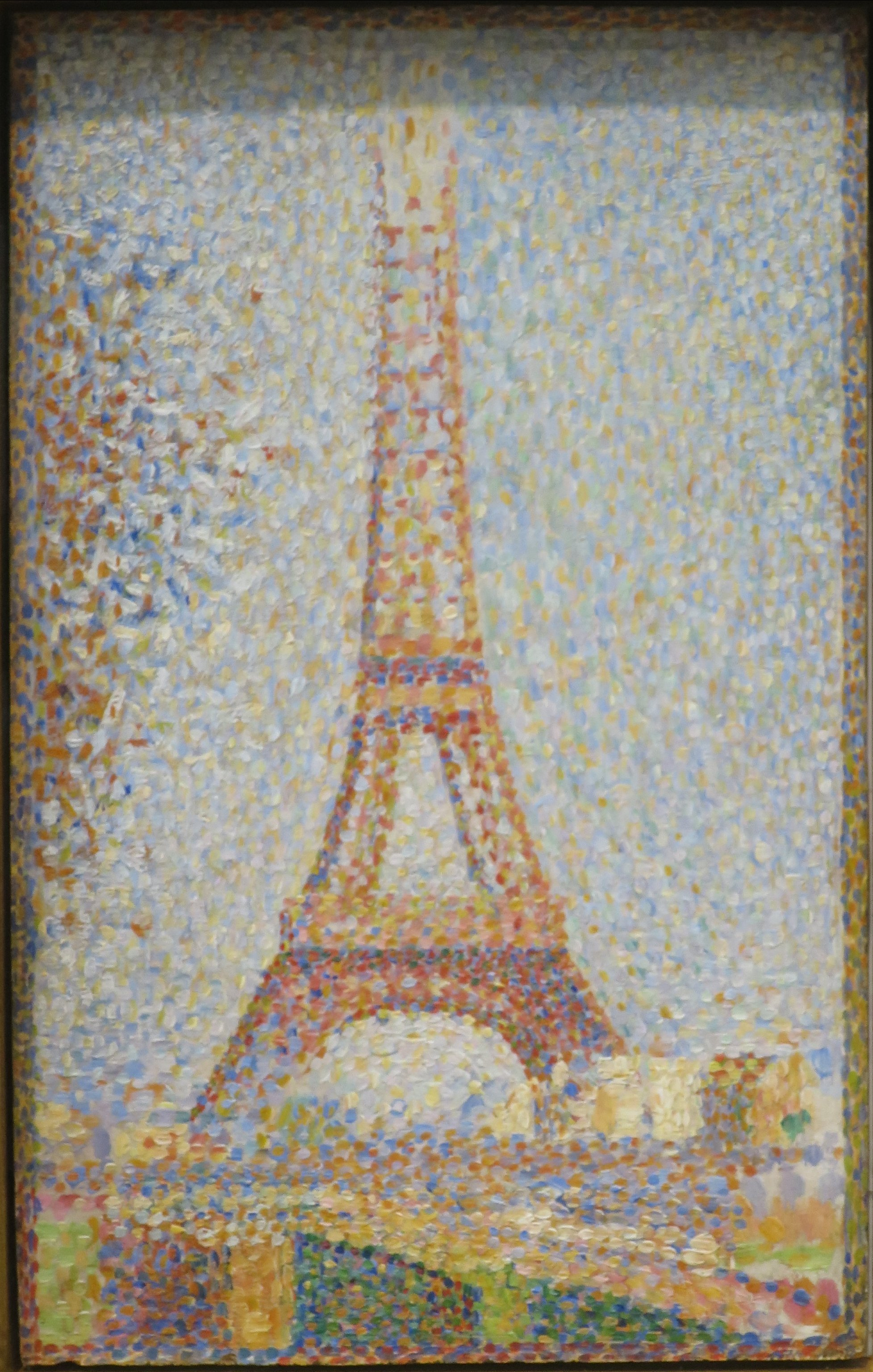
Tour Eiffel, Seurat